# Димчо Дебелянов (награда)
Националната литературна награда „Димчо Дебелянов“ се връчва всяка година, а от 2015 година на всеки две, на провежданите под патронажа на Дирекция на музеите и община Копривщица „Дебелянови вечери“, част от летните фолклорни празници „С Копривщица в сърцето“. Представянето на конкурса се извършва в дома на поета, съпроводено с поетични четения, музикална вечер и прожекция на филми.
Наградата представлява малка пластика (копие на статуята-паметник „Майка“ на проф. Иван Лазаров), диплом и парична сума. Наградният фонд се осигурява от Община Копривщица, Дирекция на музеите – Копривщица и дарители. През 1987 г., по случай на сто годишнината на поета литературният кръжец „Живо слово“ и председателя му Невена Буюклиева имат намерение да организират ежегоден конкурс на негово име. По неизвестни причини идеята не е осъществена.

## Предистория
На името на Димчо и преди учредяването на Националната награда е имало поводи за награждавания свързани с неговото име. През 1975 година представители на Софийския университет „Климент Охридски“, на литературния кабинет „Димчо Дебелянов“ към Централния студентски дом на културата в София с ръководител Георги Черняков, на Окръжния съвет за изкуство и култура – София-окръг, Община Копривщица и Дирекцията на музеите в града организират провеждането на Национален студентски поетичен конкурс на името на Димчо Дебелянов.
Носители на литературни награди на името на Димчо Дебелянов (национални студентски, ученически, окръжни и други конкурси за юбилейни годишнини в негова чест):
- 1975 година – Славимир Генчев
- 1976 година – Росен Димитров, Славимир Генчев, Весела Тончева
- 1977 година – Анелия Янковска, Славимир Генчев
- 1978 година – Васко Попов
- 1979 година – Любов Динчева, Димитър Христов
- 1980 година – Иван Есенски
- 1981 година – Любов Динчева, Соня Нестерова
- 1982 година – Бойко Ламбовски
- 1983 година – Маргарита Върбанова, София Несторова
- 1987 година – Станчо Станчев, Харалампи Харалампиев.

На кръгла годишнина от рождението на Димчо Дебелянов (на всеки 5 години) се връчва и Международна литературна награда „Димчо Дебелянов“, която се присъжда по начина валиден за националната награда.

## Носители на Националната литературна награда „Димчо Дебелянов“
Конкурсът се провежда ежегодно, а от 2016 г. – на всеки две годни. Изданието от 2020 г. е отложено поради пандемията от Ковид 19 и се провежда на следващата година.
- 2004 година – Георги Н. Киров
- 2005 година – Иван Динков (посмъртно)
- 2006 година – Петър Велчев[7]
- 2007 година – Валери Петров (почетна награда за цялостното му литературно творчество)
- 2007 година – Маргарита Петкова
- 2008 година – Атанас Капралов
- 2009 година – Ивайло Диманов[8]
- 2010 година – Димитър Милов
- 2011 година – Иван Есенски
- 2012 година – Славимир Генчев[9]
- 2013 година – Недялко Йорданов[10]
- 2014 година – Димитър Христов[11]
- 2015 година – не се присъжда[12][13]
- 2016 година – Ивайло Балабанов
- 2018 година – Георги Константинов[14][15]
- 2021 година – Калин Донков (почетна награда за цялостното му литературно творчество)[16]
- 2023 година – Найден Вълчев
- 2025 година – Камелия Кондова[17]